# Weper
Die Weper ist ein langgestreckter und bis 379 m ü. NHN hoher Höhenzug im niedersächsischen Landkreis Northeim in Deutschland.

## Geographie

### Lage
Die in Südniedersachsen gelegene Weper, die im Berg Balos bis 379 m Höhe erreicht, gehört zum südlichen Teil des Leineberglands. Der Höhenzug befindet sich zwischen den Südostausläufern des Sollings im Westen und dem etwas entfernten Tal der Leine im Osten. Er erstreckt sich in Nord-Süd-Richtung ausgerichtet westlich der Stadt Moringen, zwischen Fredelsloh im Norden und Hardegsen im Süden. Nördlich der Weper befindet sich der Höhenzug Ahlsburg (bis 411,4 m), südlich der kleine Höhenzug Gladeberg (bis 360,2 m). Westlich und südlich wird die Weper vom Oberlauf des linken bzw. westlichen Leine-Zuflusses Espolde passiert.

### Naturräumliche Zuordnung
Die Weper bildet in der naturräumlichen Haupteinheitengruppe Weser-Leine-Bergland (Nr. 37), in der Haupteinheit Sollingvorland (371) und in der Untereinheit Südliches Solling-Vorland (371.1) den Naturraum Weper (371.13). Nach Norden leitet die Landschaft in den Naturraum Ahlsburg (371.12) über, nach Westen in den Naturraum Rötsenke von Hardegsen (371.10) und nach Süden in den Naturraum Lödingsener Hochflächen (371.14). Nach Osten leitet sie in die zur Haupteinheit Leine-Ilme-Senke (372) zählende Untereinheit Moringer Becken (372.4) über.

### Berge
Zu den Bergen und Erhebungen der Weper gehören – mit Höhe in Meter (m) über Normalhöhennull (NHN) und ungefährer Lage im Nord-, Mittel- oder Südteil des Höhenzugs:
| - Balos (379 m; Mittelteil) - Tönniesberg (369,6 m; Nordteil) - Wackelberg (365,3 m; Nordteil) - Schweineschraube (357,3 m; Nordteil) | - Thausegesberg (357,3 m; Südteil) - Hohe Rodt (313 m; Mittelteil) - Hünscheburg (274 m; Südteil) - Eichelberg (260 m; Südteil) |

### Fließgewässer
Zu den Fließgewässern im und am Höhenzug Weper gehören (alle im Einzugsgebiet der Leine):
- Bölle (entspringt am Südrand der Ahlsburg, passiert die Nordost-Ausläufer der Weper und ist ein westlicher Zufluss der Leine)
- Dieße (entspringt am Ostrand des Sollings, passiert die Nordwestausläufer der Weper und ist ein südsüdwestlicher Zufluss der Ilme)
- Espolde (entspringt am Ostrand des Sollings, passiert die Weper westlich und südlich und ist ein westlicher Zufluss der Leine)
- Moore (entspringt an der Weper-Ostabdachung, fließt nach Osten und ist ein westlicher Zufluss der Leine)
- Ummelbach (entspringt an der Weper-Südostabdachung, fließt nach Osten und ist ein nordwestlicher Zufluss der Espolde)

### Ortschaften
Die Ortschaften – Städte, Dörfer und Weiler – am und nahe dem Höhenzug Weper sind:
(nach Hauptortschaften und Himmelsrichtungen im Uhrzeigersinn geordnet)
| - Moringen (Nordosten) - Lutterbeck (Nordosten) - Oldenrode (Nordosten) - Nienhagen (Osten) - Blankenhagen (Südosten) - Thüdinghausen (Südosten) - Tönnieshof (Nordwesten) - Fredelsloh (Nordnordwesten) | - Hardegsen (Süden) - Lutterhausen (Südosten) - Leisenrode (Südwesten) - Ludwigshöhe (Südwesten) - Trögen (Westen) - Üssinghausen (Westen) - Espol (Westen) |

## Schutzgebiete
Teile der Weper in ihrem Nord- und Mittelteil waren seit 1983 als Naturschutzgebiet Weper ausgewiesen (CDDA-Nr. 82896; 2 km² groß). Auf dem Nord- bis zum Südteil der Weper befinden sich Teile des Fauna-Flora-Habitat-Gebiets Weper, Gladeberg, Aschenburg (FFH-Nr. 4224-301; 8,42 km²). Das FFH-Gebiet wurde zum 14. Mai 2020 teilweise als Naturschutz- und teilweise als Landschaftsschutzgebiet Weper, Gladeberg und Aschenburg ausgewiesen. Das bisherige Naturschutzgebiet Weper ging im neu ausgewiesenen Naturschutzgebiet auf. An den Südteil des Höhenzugs stößt im Westen das Landschaftsschutzgebiet Solling (CDDA-Nr. 324596; 1999; 330,149 km²). 2021 wurde nach Vorbereitung durch den Experimentellen Botanischen Garten Göttingen auf offener Fläche eine vom Aussterben bedrohte Art des Bergfenchels gepflanzt.

## Landschaftsbild
Die Weper, die größtenteils zum Ostteil des Staatsforsts Hardegsen gehört, ist in ihrem schmalen Südteil bewaldet und im weitläufigeren Nordteil größtenteils waldarm. Am Westhang werden im Naturschutzgebiet Weper große Bereiche künstlich waldfrei gehalten, um die Kalktrockenrasengesellschaften mit ihren seltenen Pflanzen- und Tierarten zu erhalten; es ist das größte geschützte Trockenrasengebiet Niedersachsens. Vor dem 19. Jahrhundert war die gesamte Weper weitgehend waldfrei, ehe sie aufgeforstet wurde.
Im Nordteil befindet sich südsüdöstlich des Tönniesbergs bzw. unweit westlich von Nienhagen ein Segelflugplatz. Auf dem Balos steht die nach dem einst in Nienhagen wohnhaften Heinrich Sohnrey benannte Sohnreyhütte, von der man das Umland überblicken kann.